# Mongolie aux Jeux olympiques d'hiver de 1972
La Mongolie participe aux Jeux olympiques d'hiver de 1972 à Sapporo au Japon du 3 février au 13 février 1972. Il s'agit de sa 3e participation à des Jeux olympiques d'hiver.
Elle était représentée par quatre athlètes.